# Razmerje
Razmérje v matematiki pomeni zapis, ki podaja odnos med različnimi količinami.

## Enostavno razmerje
Enostavno ali dvočleno razmerje podaja odnos med dvema količinama. Zapišemo ga v obliki
a : b (beri: a proti b). Dejstvo, da sta količini v razmerju a proti b pomeni, da pri primerni izbiri merske enote prva količina znaša a enot, druga pa b enot.
Zgled: Andrej tehta 80 kg, Bojan pa 60 kg. Lahko bi rekli, da je razmerje njunih mas 80 : 60 (za enoto izberemo 1 kilogram). Lahko pa za mersko enoto izberemo 20 kg in ugotovimo, da Andrej tehta 4 take enote, Bojan pa 3 take enote. Torej je razmerje 
a : b = 4 : 3
Iz zgornjega zgleda vidimo, da lahko razmerje krajšamo podobno kot krajšamo ulomke (80 : 60 = 4 : 3) - tj. obe števili delimo z največjim skupnim deliteljem.

### Delež
Poseben primer dvočlenega razmerja je razmerje med delom celote in celoto. Táko razmerje imenujemo delež in ga pišemo po navadi v obliki okrajšanega ulomka.
Zgled: V razredu je 10 fantov in 20 deklet (tj. - vseh skupaj je 30).
Delež fantov je {\displaystyle {\frac {1}{3}}}, delež deklet pa {\displaystyle {\frac {2}{3}}}.

## Podaljšano razmerje
Podaljšano ali veččleno razmerje podaja odnos med več količinami. Primeri:
- tričleno razmerje a : b : c
- štiričleno razmerje a : b : c : d
- petčleno razmerje a : b : c : d : e
- itd.

Tudi podaljšano razmerje lahko krajšamo tako, da vse člene razmerja delimo s skupnim deliteljem.

## Sorazmerje
Enakost dveh razmerij imenujemo sorazmerje.

### Premo sorazmerje
Količini a in b sta premo sorazmerni, če povečanje ene količine pomeni hkratno sorazmerno povečanje druge količine, torej če velja:
{\displaystyle a_{1}:a_{2}=b_{1}:b_{2}\!\,}
Zgled naloge: Avto porabi 6 litrov bencina na 100 km. Koliko (x) litrov porabi za 350 km? Nalogo rešimo tako, da nastavimo sorazmerje:
{\displaystyle 6:x=100:350\!\,}
{\displaystyle x={\frac {6\cdot 350}{100}}=21}
Odgovor: Za 350 km porabi 21 litrov bencina.

### Obratno sorazmerje
Količini a in b sta obratno sorazmerni, če povečanje ene količine pomeni hkratno sorazmerno zmanjšanje druge količine, torej če velja:
{\displaystyle a_{1}:a_{2}=b_{2}:b_{1}\!\,}
Zgled naloge: Neko delo bi opravilo 6 delavcev v 15 urah. V koliko urah (x) bo to delo opravilo 9 delavcev? Nalogo rešimo tako, da nastavimo sorazmerje:
{\displaystyle 6:9=x:15\!\,}
{\displaystyle x={\frac {6\cdot 15}{9}}=10}
Odgovor: Delo bodo opravili v 10 urah.